# Палагония
Палагония (итал. Palagonia) — коммуна в Италии, располагается в регионе Сицилия, подчиняется административному центру Катания.
Население составляет 16609 человек (2013 г.), плотность населения составляет 287.4 чел./км². Занимает площадь 57,79 км². Почтовый индекс — 95046. Телефонный код — 095.
Покровительницей коммуны почитается святая Феврония Низибийская, празднование 20 июня и 2 июля.